# ホールドアップ☆キッズ
『ホールドアップ☆キッズ』は、小谷憲一による日本の漫画作品。『月刊少年ジャンプ』に1986年から1990年の間連載され、コミックスは全11巻が発売された。

## 概要
天才科学者・湯川博士の作った“若返りの薬”の作用によって少年の姿に戻ってしまった刑事・舞、不破、甲斐の3人が、毎回巻き起こる難事件をそれぞれの特技を生かした破天荒なやり方で解決していく1話完結型のストーリー。

## 登場人物

### 主人公
以下の3人は元々、警視庁・城津警察署の刑事であったが、酒と勘違いして若返りの薬を大量に摂取したことにより成人から12、3歳の少年の体に戻ってしまう。しかし事件解決の手腕を買われ、秘密特別警察として捜査を任されている。
森永舞（もりなが まい）
元は22歳の第1交通機動隊の女性白バイ隊員。エンジンオイルの匂いを嗅ぐことで興奮状態に入る。その際は言葉づかいも荒くなり、すさまじいバイクテクニックで逃走車両を追いつめる。しかし、そのじゃじゃ馬で破天荒な行動が目に余り、白バイ隊をクビになってしまう。少女の姿になってからもその体質は相変わらずで、普段から肌身離さず持ち歩いているエンジンオイルの入った小瓶の匂いを嗅ぎ、大型バイクを乗り回したり、大人の男と格闘したりする。また肉体的には未成年であるにもかかわらず平気で飲酒する。
顔はとても可愛らしく、毎回のように複数の男性（小学生から老人）からアプローチを受けている。22歳の姿では84センチのバストがありプロポーションもよく、美人白バイ隊員として人気もあった。左胸には幼いころからホクロがある。
婚約者がいたが、小さくなった姿で真相を伝えに行くも信じてもらえず、逆に浮気している事実を突きつけられ婚約は破断になってしまった。
ホルモンバランスの問題から三人の中では実年齢に戻ったり、逆に幼児化してしまう回数が最も多い。また急激に老化が進み老婆と化したこともある。
周囲から馬鹿にされながらも22年間処女を守り通してきた。捜査中、何度も処女喪失の危機に立たされるも、なんとか切り抜けている。処女は未来の旦那のために大事に守っている様子。
ただし、序盤から乳房は色々な人物に見られてきた。中盤では下半身さえも露出する機会が増えている。
実家は関西でバイク屋を営んでおり、父と2人の兄がいる。父親もエンジンオイルの匂いで興奮状態に入る特異体質で、舞の持つ小瓶はその父親から譲り受けた。母親は舞が1歳のころに他界している。他に叔母（父親の妹）もいる。
顔のそっくりな人物が複数登場する。
不破真実（ふわ まさみ）
元は拳銃の扱いに秀でた25歳の刑事であり、少年の姿になってからもピストルを使って犯人を追いつめる。その性格は非常に女好きで、捜査中に女の子をナンパしたりエロ本を堂々と読んだりする。小学校に通うようになってからも、授業中に平気で煙草を吸い、それを教師にチクる女子の胸を平気で揉み倒す。中学でも入って早々ナンパするなどトラブルメーカー的な素質を持つ。
上述の性格はあるものの基本的には舞一筋の性格。
舞とのキスの機会は先にあったものの、その際にはいろいろあって玉砕した。だがその後、舞とのキスに成功。ただし赤ん坊の姿によるものである。
甲斐正義（かい まさよし）
元はオリンピックの候補者にも選ばれるほどの運動神経（天井に張り付く事すらできる）を持つ25歳の刑事。常にサングラス（多数の予備を携帯していることが最終回で明かされた。）をかけており素顔を明かさない。子供の姿に戻ってもずっとかけている。しかし、甲斐の煙草とは違い、そのことで教師やクラスメートから注意されることはない。また主人公3人の中では最終学歴が唯一大卒のためか頭もよく学業成績は優秀。
実家は優秀な警察官を多数輩出した厳格な家庭。別の部署に配属された巡査の弟がいる。
不破ほどではないもののそれなりに女好きの性格ではあり、よく不破と一緒にナンパしている。とはいえ不破同様基本的には舞一筋の性格である。
不破よりも先に舞とキスをした。ただし甲斐の洗脳を解く緊急手段のためである。

### 主人公たちの協力者
湯川英樹（ゆがわ ひでき）
若返りの薬を作った張本人で、天才科学者。以前は警視庁の科警研の科学者であり、現在でも捜査のためいろいろなアイテムを作っている。が、あまり実用性はない。ただし、緊急時における湯川の計算は正確で、あらゆる危機から人々を救っている。
初恋の女性に瓜二つな舞とデートするため少年に若返ったことがあるが、後に登場する天才中学生３人組により元の年齢に戻された。
城津署署長
舞たちの上司で、舞たち3人や湯川以外では若返りの真相を知る唯一の人物。
MAL（マル）
湯川によって作られたロボット。普段は家政婦のように湯川たちの世話をする。事件が起きれば、高性能な機能をいかんなく発揮し舞たちのサポートをする。嗅覚は犬の百万倍。不破と甲斐は舞の恋人だと認識しているらしく、事件発生時に小学校へ駆けつけそう叫んだ。ドラム缶のような姿をしている（と、小学生に言われる）。

## 舞の未来
作中には、タイムスリップをネタにしたストーリーが2本あり、両作品とも舞の子供が登場する。
カイが産まれた未来
1本目は、不破と甲斐が1996年（当時から7年後）に時間移動し、結婚３年目という舞に会いに行くストーリー。遭遇した舞は２歳の男の子の母親となっており、子供の名前は海（カイ）。誰と結婚したか尋ねるが舞ははぐらかして答えなかった。不破は仮説として「甲斐の息子だとしたら“甲斐カイ”なんておかしい。きっと自分と結婚した舞が、甲斐に悪いからとせめて名前だけでも…と付けたに違いない」としているが甲斐には「説得力がない！」と即否定された。後に「どちらかが死んだら（私の）未来が変わってしまう」との舞の発言から、結婚相手が不破か甲斐のどちらかである事は確実なよう。
セーラが産まれた未来
2本目は、舞の娘が2024年の未来から時間移動してくるストーリー。娘の名前はセーラといい、年齢は14歳。実家の場所やエンジンオイルの匂いでパワーアップする点などから本当の舞の娘だと分かる。